# Мала Рудка
Мала́ Ру́дка — село в Україні, у Диканській селищній громаді Полтавського району Полтавської області. Населення становить 87 осіб. До 2020 орган місцевого самоврядування — Великорудківська сільська рада.

## Географія
Село Мала Рудка знаходиться на одному з витоків річки Полузір'я, нижче за течією примикає село Лани.

## Історія
12 червня 2020 року, відповідно до розпорядження Кабінету Міністрів України № 721-р «Про визначення адміністративних центрів та затвердження територій територіальних громад Полтавської області», село увійшло до складу Диканської селищної громади.
19 липня 2020 року, в результаті адміністративно - територіальної реформи та ліквідації Диканського району, село увійшло до складу новоутвореного Полтавського району.